# Championnat du Japon de football 2016
Navigation
J1 League 2015 J1 League 2017
Le Championnat du Japon de football 2016 est la 51e édition de la première division japonaise et la 24e édition de la J.League. Le championnat a débuté le 27 février 2016 et s'est achevé le 3 novembre 2016. 
Les meilleurs de ce championnat se qualifient pour la compétition continentale qu'est la Ligue des Champions de l'AFC. Le nombre de qualifiés en Ligue des Champions via le championnat, de trois à quatre, varie en fonction du vainqueur de la coupe nationale, la coupe de l'Empereur.

## Les clubs participants
Les 15 premiers de la J League 2015, les trois premiers de la J2 League 2015 participent à la compétition.
| Club                | Dernière montée | Ville     | Classement 2015 | Entraîneur          | Depuis | Stade                          | Capacité | Nombre de saisons |
| ------------------- | --------------- | --------- | --------------- | ------------------- | ------ | ------------------------------ | -------- | ----------------- |
| Sanfrecce Hiroshima | 2009            | Hiroshima | 1er             | Hajime Moriyasu     | 2011   | Grande Arche d'Hiroshima       | 50 000   | 22                |
| Urawa Red Diamonds  | 2001            | Saitama   | 2e              | Mihailo Petrović    | 2012   | Stade Saitama 2002             | 63 700   | 23                |
| Gamba Osaka         | 2014            | Suita     | 3e              | Kenta Hasegawa      | 2013   | Stade de football de Suita     | 40 000   | 23                |
| FC Tokyo            | 2012            | Tokyo     | 4e              | Yoshiyuki Shinoda   | 2016   | Stade Ajinomoto                | 50 000   | 16                |
| Kashima Antlers     | -               | Kashima   | 5e              | Masatada Ishii      | 2015   | Stade de Kashima               | 40 728   | 24                |
| Kawasaki Frontale   | 2005            | Kawasaki  | 6e              | Yahiro Kazama       | 2012   | Stade d'athlétisme de Todoroki | 27 495   | 13                |
| Yokohama F. Marinos | -               | Yokohama  | 7e              | Erick Mombaerts     | 2015   | Stade Nissan                   | 72 327   | 24                |
| Shonan Bellmare     | 2015            | Hiratsuka | 8e              | Cho Kwi-jea         | 2012   | Hiratsuka Stadium              | 18 500   | 10                |
| Nagoya Grampus      | -               | Nagoya    | 9e              | Boško Đurovski      | 2016   | Stade Toyota                   | 45 000   | 24                |
| Kashiwa Reysol      | 2011            | Kashiwa   | 10e             | Takahiro Shimotaira | 2016   | Hitachi Kashiwa Stadium        | 15 349   | 20                |
| Sagan Tosu          | 2012            | Tosu      | 11e             | Massimo Ficcadenti  | 2016   | Stade de Tosu                  | 24 460   | 5                 |
| Vissel Kobe         | 2014            | Kobe      | 12e             | Nelsinho Baptista   | 2015   | Stade du parc Misaki           | 30 132   | 18                |
| Ventforet Kōfu      | 2013            | Kōfu      | 13e             | Satoru Sakuma       | 2015   | Kose Sports Park Stadium       | 17 000   | 7                 |
| Vegalta Sendai      | 2010            | Sendai    | 14e             | Susumu Watanabe     | 2014   | Stade de Sendai                | 19 694   | 9                 |
| Albirex Niigata     | 2004            | Niigata   | 15e             | Tatsuya Yoshida     | 2016   | Stade Denka                    | 42 300   | 13                |
| Omiya Ardija        | 2016            | Saitama   | 1er             | Hiroki Shibuya      | 2014   | Stade du parc Omiya            | 15 500   | 11                |
| Júbilo Iwata        | 2016            | Iwata     | 2e              | Hiroshi Nanami      | 2014   | Stade Yamaha                   | 16 893   | 21                |
| Avispa Fukuoka      | 2016            | Fukuoka   | 3e              | Masami Ihara        | 2015   | Level5 Stadium                 | 22 563   | 9                 |

- Tenant du titre et qualifié pour la phase de groupe de la Ligue des champions de l'AFC 2016
- Qualifié pour le tour préliminaire de la Ligue des champions de l'AFC 2016
- Promu de la J2 League 2015

### Localisation des clubs
| \| Clubs du Grand Tokyo · FC Tokyo (Tokyo) · Kawasaki Frontale (Kanagawa) · Kashima Antlers (Ibaraki) · Urawa Red Diamonds (Saitama) · Yokohama F. Marinos (Kanagawa) · Kashiwa Reysol (Chiba) · Ventforet Kōfu (Yamanashi) · Omiya Ardija (Saitama) · Shonan Bellmare (Kanagawa) Grand Tokyo Sanfrecce Hiroshima Gamba Osaka Vissel Kobe Vegalta Sendai Sagan Tosu Júbilo Iwata Albirex Niigata Nagoya Grampus Avispa Fukuoka \| Localisation des clubs engagés dans le championnat. |
| Clubs du Grand Tokyo · FC Tokyo (Tokyo) · Kawasaki Frontale (Kanagawa) · Kashima Antlers (Ibaraki) · Urawa Red Diamonds (Saitama) · Yokohama F. Marinos (Kanagawa) · Kashiwa Reysol (Chiba) · Ventforet Kōfu (Yamanashi) · Omiya Ardija (Saitama) · Shonan Bellmare (Kanagawa) Grand Tokyo Sanfrecce Hiroshima Gamba Osaka Vissel Kobe Vegalta Sendai Sagan Tosu Júbilo Iwata Albirex Niigata Nagoya Grampus Avispa Fukuoka                                                           |

| Clubs du Grand Tokyo · FC Tokyo (Tokyo) · Kawasaki Frontale (Kanagawa) · Kashima Antlers (Ibaraki) · Urawa Red Diamonds (Saitama) · Yokohama F. Marinos (Kanagawa) · Kashiwa Reysol (Chiba) · Ventforet Kōfu (Yamanashi) · Omiya Ardija (Saitama) · Shonan Bellmare (Kanagawa) Grand Tokyo Sanfrecce Hiroshima Gamba Osaka Vissel Kobe Vegalta Sendai Sagan Tosu Júbilo Iwata Albirex Niigata Nagoya Grampus Avispa Fukuoka |

## Compétition
| Rang | Équipe                | Pts | J  | G  | N | P  | Bp | Bc | Diff |
| ---- | --------------------- | --- | -- | -- | - | -- | -- | -- | ---- |
| 1    | Kashima Antlers       | 39  | 17 | 12 | 3 | 2  | 29 | 10 | +19  |
| 2    | Kawasaki Frontale     | 38  | 17 | 11 | 5 | 1  | 33 | 15 | +18  |
| 3    | Urawa Red Diamonds    | 33  | 17 | 10 | 3 | 4  | 26 | 16 | +10  |
| 4    | Sanfrecce Hiroshima T | 29  | 17 | 8  | 5 | 4  | 32 | 18 | +14  |
| 5    | Omiya Ardija P        | 26  | 17 | 7  | 5 | 5  | 17 | 18 | -1   |
| 6    | Gamba Osaka           | 24  | 17 | 7  | 3 | 7  | 22 | 20 | +2   |
| 7    | Kashiwa Reysol        | 24  | 17 | 6  | 6 | 5  | 20 | 21 | -1   |
| 8    | Júbilo Iwata P        | 23  | 17 | 6  | 5 | 6  | 21 | 23 | -2   |
| 9    | FC Tokyo              | 23  | 17 | 6  | 5 | 6  | 16 | 18 | -2   |
| 10   | Vegalta Sendai        | 23  | 17 | 7  | 2 | 8  | 20 | 25 | -5   |
| 11   | Yokohama F. Marinos   | 22  | 17 | 6  | 4 | 7  | 21 | 19 | +2   |
| 12   | Vissel Kobe           | 20  | 17 | 5  | 5 | 7  | 23 | 25 | -2   |
| 13   | Albirex Niigata       | 18  | 17 | 4  | 6 | 7  | 19 | 25 | -6   |
| 14   | Nagoya Grampus        | 17  | 17 | 4  | 5 | 8  | 24 | 29 | -5   |
| 15   | Sagan Tosu            | 17  | 17 | 4  | 5 | 8  | 10 | 15 | -5   |
| 16   | Shonan Bellmare       | 16  | 17 | 4  | 4 | 9  | 18 | 27 | -9   |
| 17   | Ventforet Kofu        | 15  | 17 | 3  | 6 | 8  | 18 | 31 | -13  |
| 18   | Avispa Fukuoka P      | 11  | 17 | 2  | 5 | 10 | 11 | 25 | -14  |

| Rang | Équipe                | Pts | J  | G  | N | P  | Bp | Bc | Diff |
| ---- | --------------------- | --- | -- | -- | - | -- | -- | -- | ---- |
| 1    | Urawa Red Diamonds    | 41  | 17 | 13 | 2 | 2  | 35 | 12 | +23  |
| 2    | Vissel Kobe           | 35  | 17 | 11 | 2 | 4  | 33 | 18 | +15  |
| 3    | Kawasaki Frontale     | 34  | 17 | 11 | 1 | 5  | 35 | 24 | +11  |
| 4    | Gamba Osaka           | 34  | 17 | 10 | 4 | 3  | 31 | 22 | +9   |
| 5    | Kashiwa Reysol        | 30  | 17 | 9  | 3 | 5  | 32 | 23 | +9   |
| 6    | Omiya Ardija P        | 30  | 17 | 8  | 6 | 3  | 24 | 18 | +6   |
| 7    | Yokohama F. Marinos   | 29  | 17 | 7  | 8 | 2  | 32 | 19 | +13  |
| 8    | Sagan Tosu            | 29  | 17 | 8  | 5 | 4  | 26 | 22 | +4   |
| 9    | FC Tokyo              | 29  | 17 | 9  | 2 | 6  | 23 | 21 | +2   |
| 10   | Sanfrecce Hiroshima T | 26  | 17 | 8  | 2 | 7  | 26 | 22 | +4   |
| 11   | Kashima Antlers       | 20  | 17 | 6  | 2 | 9  | 24 | 24 | 0    |
| 12   | Vegalta Sendai        | 20  | 17 | 6  | 2 | 9  | 19 | 23 | -4   |
| 13   | Ventforet Kofu        | 16  | 17 | 4  | 4 | 9  | 14 | 27 | -13  |
| 14   | Júbilo Iwata P        | 13  | 17 | 2  | 7 | 8  | 16 | 27 | -11  |
| 15   | Nagoya Grampus        | 13  | 17 | 3  | 4 | 10 | 14 | 29 | -15  |
| 16   | Albirex Niigata       | 12  | 17 | 4  | 0 | 13 | 14 | 24 | -10  |
| 17   | Shonan Bellmare       | 11  | 17 | 3  | 2 | 12 | 12 | 29 | -17  |
| 18   | Avispa Fukuoka P      | 8   | 17 | 2  | 2 | 13 | 15 | 41 | -26  |

### Classement Final
| Rang | Équipe                  | Pts | J  | G  | N  | P  | Bp | Bc | Diff |
| ---- | ----------------------- | --- | -- | -- | -- | -- | -- | -- | ---- |
| 1    | Urawa Red Diamonds L    | 74  | 34 | 23 | 5  | 6  | 61 | 28 | +33  |
| 2    | Kawasaki Frontale       | 72  | 34 | 22 | 6  | 6  | 68 | 39 | +29  |
| 3    | Kashima Antlers C       | 59  | 34 | 18 | 5  | 11 | 53 | 34 | +19  |
| 4    | Gamba Osaka             | 58  | 34 | 17 | 7  | 10 | 53 | 42 | +11  |
| 5    | Omiya Ardija P          | 56  | 34 | 15 | 11 | 8  | 41 | 36 | +5   |
| 6    | Sanfrecce Hiroshima T S | 55  | 34 | 16 | 7  | 11 | 58 | 40 | +18  |
| 7    | Vissel Kobe             | 55  | 34 | 16 | 7  | 11 | 56 | 43 | +13  |
| 8    | Kashiwa Reysol          | 54  | 34 | 15 | 9  | 10 | 52 | 44 | +8   |
| 9    | FC Tokyo                | 52  | 34 | 15 | 7  | 12 | 39 | 39 | 0    |
| 10   | Yokohama F. Marinos     | 51  | 34 | 13 | 12 | 9  | 53 | 38 | +15  |
| 11   | Sagan Tosu              | 46  | 34 | 12 | 10 | 12 | 36 | 37 | -1   |
| 12   | Vegalta Sendai          | 43  | 34 | 13 | 4  | 17 | 39 | 48 | -9   |
| 13   | Júbilo Iwata P          | 36  | 34 | 8  | 12 | 14 | 37 | 50 | -13  |
| 14   | Ventforet Kofu          | 31  | 34 | 7  | 10 | 17 | 32 | 58 | -26  |
| 15   | Albirex Niigata         | 30  | 34 | 8  | 6  | 20 | 33 | 49 | -16  |
| 16   | Nagoya Grampus          | 30  | 34 | 7  | 9  | 18 | 38 | 58 | -20  |
| 17   | Shonan Bellmare         | 27  | 34 | 7  | 6  | 21 | 30 | 56 | -26  |
| 18   | Avispa Fukuoka P        | 19  | 34 | 4  | 7  | 23 | 26 | 66 | -40  |

|  | Qualification pour la Ligue des champions de l'AFC 2017 |
|  | Qualification pour le tour préliminaire de la Ligue des champions de l'AFC 2017                                                                                          |
|  | Reléguer en J League 2 2017 |
|  | T : Tenant du titre C : Vainqueur de la Coupe de l'Empereur 2016 L : Vainqueur de la Coupe de la Ligue 2016 S : Vainqueur de la Supercoupe du Japon 2016 P : Promu de D2 |

### Phase finale
La phase finale ne compte que trois clubs, puisque les vainqueurs des deux phases de la saison régulière se classent parmi les trois premiers du classement cumulé.
|  | Demi-finales          | Demi-finales       | Demi-finales         | Demi-finales    |   |   | Finale | Finale | Finale | Finale |
|  |                       |                    |                      |                 |   |   |        |        |        |        |
|  |                       |                    |                      |                 |   |   |        |        |        |        |
|  |                       |                    |                      |                 |   |   |        |        |        |        |
|  |                       |                    |                      |                 |   |   |        |        |        |        |
|  |                       |                    |                      |                 |   |   |        |        |        |        |
|  | 1er classement cumulé | Urawa Red Diamonds | 1                    | 1               |   |   |        |        |        |        |
|  | 1er classement cumulé | Urawa Red Diamonds | 1                    | 1               |   |   |        |        |        |        |
|  |                       |                    | 3e classement cumulé | Kashima Antlers | 0 | 2 |        |        |        |        |
|  | 2e classement cumulé  | Kawasaki Frontale  | 3e classement cumulé | Kashima Antlers | 0 | 2 | 0      | 0      |        |        |
|  | 2e classement cumulé  | Kawasaki Frontale  |                      |                 |   |   |        | 0      |        |        |
|  | 3e classement cumulé  | Kashima Antlers    | 1                    | 1               |   |   |        |        |        |        |
|  | 3e classement cumulé  | Kashima Antlers    | 1                    | 1               |   |   |        |        |        |        |

#### Demi-finales
| 23 novembre 2016 | Kawasaki Frontale | 0 - 1   | Kashima Antlers | Stade d'athlétisme de Todoroki, Kawasaki            |                                                     |
|                  |                   | (0 - 0) | 50e Kanazaki    | Spectateurs : 24 209 Arbitrage : Nobutsugu Murakami | Spectateurs : 24 209 Arbitrage : Nobutsugu Murakami |
|                  | Rapport           |         |                 | Spectateurs : 24 209 Arbitrage : Nobutsugu Murakami | Spectateurs : 24 209 Arbitrage : Nobutsugu Murakami |

#### Finale
| Finale (aller)   | Kashima Antlers | 0 - 1   | Urawa Red Diamonds | Stade de Kashima, Kashima                       |                                                 |
| 29 novembre 2016 |                 | (0 - 0) | 80e Abe            | Spectateurs : 23 074 Arbitrage : Masaaki Iemoto | Spectateurs : 23 074 Arbitrage : Masaaki Iemoto |
| 29 novembre 2016 | Rapport         |         |                    | Spectateurs : 23 074 Arbitrage : Masaaki Iemoto | Spectateurs : 23 074 Arbitrage : Masaaki Iemoto |

| Finale (retour) | Urawa Red Diamonds | 1 - 2   | Kashima Antlers  | Stade Saitama 2002, Saitama                 |                                             |
| 3 décembre 2016 | Koroki 7e          | (1 - 1) | 40e 79e Kanazaki | Spectateurs : 59 837 Arbitrage : Ryuji Sato | Spectateurs : 59 837 Arbitrage : Ryuji Sato |
| 3 décembre 2016 | Rapport            |         |                  | Spectateurs : 59 837 Arbitrage : Ryuji Sato | Spectateurs : 59 837 Arbitrage : Ryuji Sato |

## Statistiques

### Meilleurs buteurs
|                    | Buteur         | Club                           | Buts |
| ------------------ | -------------- | ------------------------------ | ---- |
| Médaille d'or      | Leandro        | Vissel Kobe                    | 19   |
| Médaille d'argent  | Peter Utaka    | Sanfrecce Hiroshima            | 19   |
| Médaille de bronze | Cristiano      | Ventforet Kōfu, Kashiwa Reysol | 16   |
| 4                  | Yu Kobayashi   | Kawasaki Frontale              | 15   |
| 5                  | Yoshito Ōkubo  | Kawasaki Frontale              | 15   |
| 6                  | Shinzo Koroki  | Urawa Red Diamonds             | 14   |
| 7                  | Jay Bothroyd   | Júbilo Iwata                   | 14   |
| 8                  | Yohei Toyoda   | Sagan Tosu                     | 13   |
| 9                  | Yuki Muto      | Urawa Red Diamonds             | 12   |
| 10                 | Diego Oliveira | Kashiwa Reysol                 | 12   |

## Parcours continental des clubs
Le parcours des clubs japonais en Ligue des champions de l'AFC est important puisqu'il détermine le coefficient AFC japonais, et donc le nombre de clubs japonais présents dans la compétition les années suivantes.
| Club                | Compétition         | Résultat        | Ultime(s) adversaire(s) | Ultime(s) adversaire(s) | Ultime(s) adversaire(s) |
| ------------------- | ------------------- | --------------- | ----------------------- | ----------------------- | ----------------------- |
| Sanfrecce Hiroshima | Ligue des champions | Phase de Groupe | FC Séoul                | Shandong Taishan        | Buriram United          |
| Gamba Osaka         | Ligue des champions | Phase de Groupe | Shanghai Port           | Melbourne Victory       | Suwon Samsung Bluewings |
| Urawa Red Diamonds  | Ligue des champions | 1/8 de finale   | FC Séoul                | FC Séoul                | FC Séoul                |
| FC Tokyo            | Ligue des champions | 1/4 de finale   | Shanghai Port           | Shanghai Port           | Shanghai Port           |